# Кафанологија
Кафанологија је зборник текстова о кафани који је приредио и предговор написао социолог Драгољуб Б. Ђорђевић (1954), објављен 2012. године у издању издавачке куће "Службени гласник" из Београда.

## О приређивачу
Драгољуб Б. Ђорђевић (Доњи Комрен - Ниш, 1954) је доктор социолошких наука, социолог религије, ромолог и кафанолог, редовни професор Универзитета у Нишу. Специјализирао је социологију религије на Филозофском факултету Московског државног универзитета „Ломоносов“ и на Институту за друштвена истраживања Свеучилишта у Загребу.

## О књизи
Књига Кафанологија је зборник текстова о кафани. Обухвата мноштво текстова аутора који су из личног искуства или на основу литературе разматрали феномен кафане. Феномен кафане су са својим текстовима сви заједно претворили у кафанологију - науку о кафанама.
Приређивач књиге и аутор предговора "Еј Кафано, науко моја"  Драгољуб Ђорђевић је рекао да је његова замисао била да се кафанологија може изложити кроз три дисциплине: социологију, историјско-етнолошку и новинарско-књижевну дисциплину.
Петар Лазић, књижевник, новинар, публициста и професор, истакао је да је све битно што се десило човеку у вези је са кафаном. У кафани можемо да задовољимо основне потребе за храном и пићем али и искажемо своје уметничке амбиције, да певамо, рецитујемо, глумимо, да се смејемо и плачемо, да склапамо послове, да нађемо партнера, и друго. 
Књига Кафанологија садржи озбиљне научне радове, али и лепршаве текстове који су неопходни када се говори о кафани, али сви заједно дају довољно аргумената о томе зашто је кафана врло битна друштвена институција. Књига садржи мноштво текстова што новинских што књижевних.
На полеђини насловне стране стоји: Припремљено у оквиру пројекта 'Одрживост идентитета Срба и националних мањина у пограничним општинама источне и југоисточне Србије' (179013) који се изводи на универзитету у Нишу - Машински факултет.

## Поглавља у књизи
Књига Кафанологија садржи следећа поглавља и потпоглавља:
Предговор
- Еј кафано, науко моја - Драгољуб Б. ђорђевић

Социолошка кафанологија
- Идеологија, јавност и рођење "Трећих места" - Душан Маринковић
- Кафане као темељ цивилног друштва у Србији крајем 19. и почетком 20. века - Дубравка Стојановић
- Феномен кафане и модернизација - Сретен Вујовић
- Социјални миљеи у кафанама: посматрање - Јерг Расел, Михаел Хелшер
- Кафана као медиј - Бранимир Стојковић
- Политичка функција кафане у српском друштву - Урош Шуваковић
- Градске кафане као кодови урбане географије - Љубинко Пушић
- Кафански трибунал - Јелица Новаковић Лопушина и Свен Петерс
- Мислим да сама ни да уђеш не смеш нигде - Бетина Кен и Аникља М. Мир
- Крчма као Чешка појава - Станислав Броучек
- Ин пиво веритас - Борис Грушин
- Прилози за социолошку кафанологију - Драгољуб Б. ђорђевић
- Таверне, седељке и кафане - Лоренсо Диас
- Говор паба - Кејт Фокс
- Поткултура сплавова у Београду  - Миша Ђурковић
- Кафански обрасци боемије: између рационалног дискурса и епидемије ирационалног - Драган Коковић
- Између илузије и стварности, ероса и танатоса о кафанским медитацијама српских сликара - Зоран М. Јовановић
- Јагодинска шарена кафана - Весна Трифуновић
- Кафана: та квинтесенција (сваког) утопијског порива у друштву - Милан Тасић
- Кафана: 582 величанствена назива - Драгољуб Б. ђорђевић

Историјско-етнолошка кафанологија
- Кафа и кафана на балканском полуострву - Глиша Елезовић
- Кафанска историја Сарајева - Боро Спасојевић
- Мариборске кафане у периоду 1900-1940. - простори спајања и раздвајања - Маја Година Голија
- Кафански живот у Кладову 1666-2011. - Ранко Јаковљевић
- Језичко-културни лик крчме у пољским пословицама - Јан Адамовски
- Крчма у Бугарском селу: "Кућа ђавола" или друштвена институција - Петко Христов
- Митска кафана "Атина" - Зоран Арацки
- Три елемента кафанског фолклора: дизање, куцање и разбијање чаша - Иван Ковачевић
- Музика зајечарских кафана: културолошки поглед - Дејан Крстић
- Кафанске певачице: музика, род и субјективност у социјалистичкој Југославији - Ана Хофман
- Оријентални плес и кафана - Виолета Трајковић
- "Само Србин може разумети Србе" - Матијас ван дер Порт
- Кафана/Гостионица - Неинстуционални топоси интелектуалног живота - Камелија Жибилова
- Кафана/Крчма - Свратиште "Асфалтне" интелигенције (визије међуратног бугарског ауторитаризма) - Нина Димитрова

Новинарско-књижевна кафанологија
- Алкохол - то је нама у крви - Петар Лазић
- Два есеја о кафани - Мухарем Первић
- Размишљања доконог шетача - Момо Капор
- Београд за почетнике - Богдан Тирнанић
- У босанској кафани - Зијо Диздаревић
- Амбро + Карирани столњак - Миодраг Раичевић
- Ђевлије - Драган Ј. Ристић
- Крчма на путу за Тенеси - Зоран Ћирић
- Поглед једног словенца на нишлијске крчме - Миран Комац
- Хедонистичка рапсодија - Љубодраг Стојадиновић
- Мрвице са карираног столњака - Димитрије Буквић
- Вино пили на сат: кафане у банатском Мокрину - Бпогдан Ибрајтер Тане
- Флаша - Олга Стојановић
- Кад дође предсједник - Жарко Миленић

Поговор
- О једном посебном читању друштвене стварности - Љубинко Пушић

Кафанолошка литература
- Изабрана књижевност из кафанологије - Драгољуб Б. Ђорђевић